# Боторани (Валча)
Боторани (рум. Botorani) насеље је у Румунији у округу Валча у општини Мачука. Oпштина се налази на надморској висини од 342 m.

## Становништво
Према подацима из 2002. године у насељу је живело 591 становника, од којих су сви румунске националности.